# Tainia megalantha
Tainia megalantha är en orkidéart som först beskrevs av Tang och Fa Tsuan Wang, och fick sitt nu gällande namn av Ined. Tainia megalantha ingår i släktet Tainia och familjen orkidéer. Inga underarter finns listade i Catalogue of Life.